# 威蘭斯冰流
威蘭斯冰流（英語：Whillans Ice Stream）是南極洲的冰流，位於瑪麗伯德地，最終注入羅斯冰架，以俄亥俄州立大學的冰川學家命名，現時由南極條約體系管理。